# Binckhorsthaven

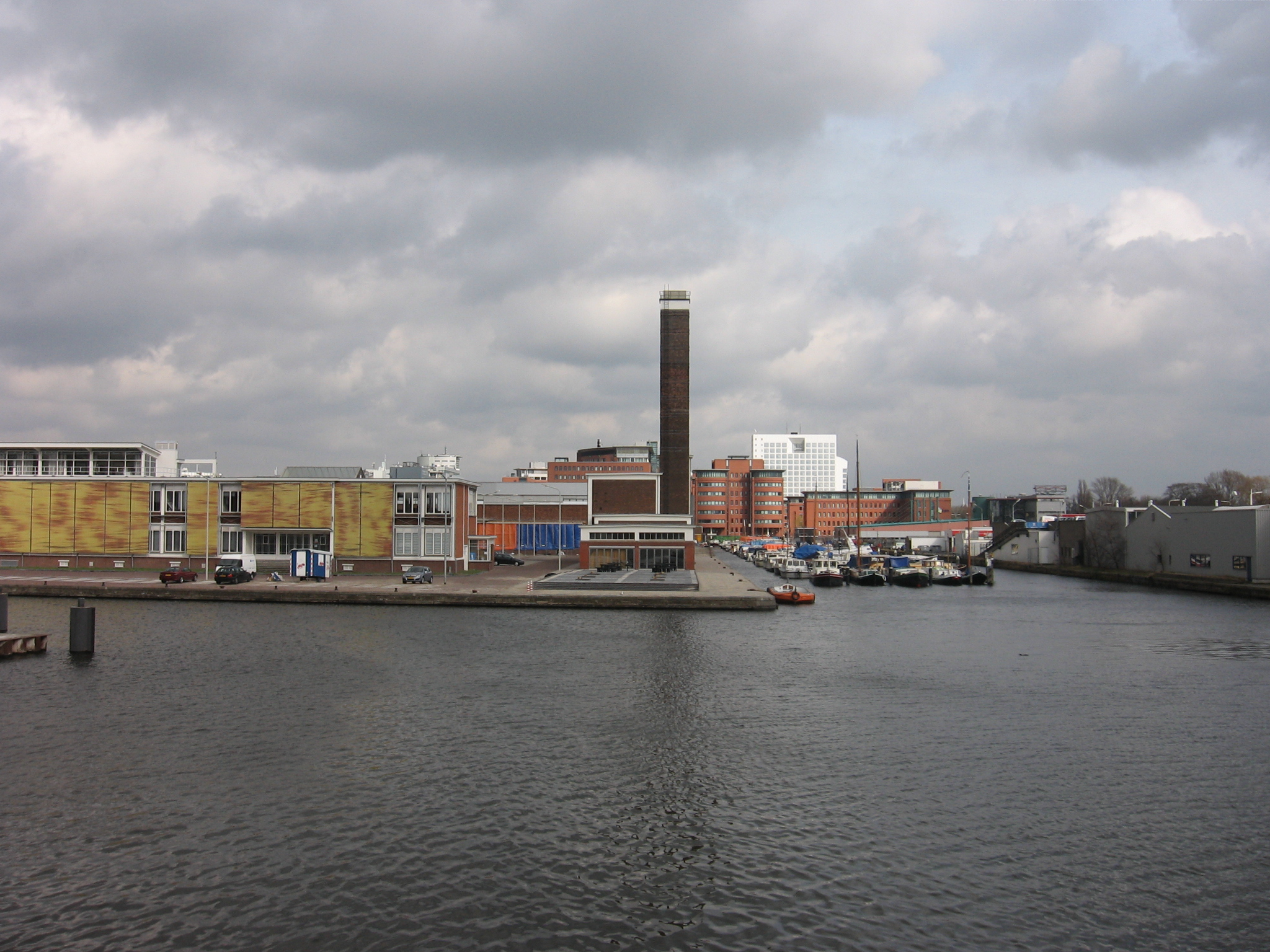
Binckhorsthaven met de Caballero Fabriek gezien vanaf de Binckhorstbrug

De Binckhorsthaven is deel van een in Den Haag in de jaren dertig van de 20e eeuw als werkgelegenheidsproject aangelegde haven en bedrijventerrein De Binckhorst. De haven komt bij de Binckhorstbrug uit op de Haagse Trekvliet.

## Scheepvaartverkeer
In dit havengebied komen veel vrachtschepen langs die vanaf de Trekvliet komen om goederen te vervoeren. Deze schepen passeren meestal de Geestbrug, Oude Tolbrug en de Kerkbrug.